# Station Tamade (Osaka)
Station Tamade  (玉出駅,  Tamade-eki) is een metrostation in de wijk Nishinari-ku in Osaka, Japan. Het wordt aangedaan door de Yotsubashi-lijn.

## Lijnen

### Yotsubashi-lijn(stationsnummer Y19)
| 1 | ■ Yotsubashi-lijn | richting Suminoekōen                      |
| 2 | ■ Yotsubashi-lijn | richting Daikokuchō, Namba en Nishi-Umeda |

## Geschiedenis
Het station werd in 1958 geopend.

## Overig openbaar vervoer
Bussen 3, 15, 15A, en 47

## Stationsomgeving
- Hoofdkantoor van Super Tamade
- Mitsubishi Tokyo UFJ Bank
- Kinki Osaka Bank
- Osaka Urban Bank
- Tsutaya
- McDonald's
- 7-Eleven
- Hoofdkantoor van Aidzuya
- Dependance van Seino Transportation
- Autoweg 26
- Ikune-schrijn

Nishi-Umeda · Higobashi · Hommachi · Yotsubashi · Namba · Daikokuchō · Hanazonochō · Kishinosato · Tamade · Kita-Kagaya · Suminoekōen